# マシンザウラー
『マシンザウラー』は、ダイナミック企画による日本の漫画作品、及び同作で主人公が搭乗するサイボーグ恐竜の名称。講談社の『テレビマガジン』に1978年12月号から1979年12月号まで『きょうりゅうサイボーグ マシンザウラー』（1979年10月号より『マシンザウラー』に改題）のタイトルで連載され、タカラ（現、タカラトミー）より玩具『きょうりゅうサイボーグ マシンザウラー』が発売された。
コミックスは、1986年に大都社より全1巻が発売されたが、現在は絶版。

## 作者
大都社版コミックスの表紙（及び背表紙）では、作者の表示は「永井豪」と「ダイナミック企画」となっている。実際の執筆は、前半（第1部・1978年12月号-1979年6月号）を石川賢が、後半（第2部・1979年7月号-1979年12月号）を桜多吾作が担当している（同コミックスの目次による）。奥付及びカバーでは、永井豪、石川賢、桜多吾作、ダイナミック企画の連名となっている。

## 内容
19XX年、月の裏側に惑星ゴルゴスが発見された。ゴルゴス将軍は恐魔龍を従え、地球侵略を開始した。
ゴルゴスからの侵略に備え、轟大地博士が恐竜をサイボーグ化したものがマシンザウラーである。轟博士の息子・正義はマシンザウラーに乗り込み、ゴルゴスの尖兵・恐魔龍に立ち向かう。

## キャラクターなど

### 轟研究所、他

#### 登場人物
轟正義（とどろき せいぎ）
本作の主人公。タイムマシン（ドラゴン=キャッチャー）に乗り込むなど、好奇心と行動力に溢れている。
ザウラーが生身（サイボーグ）であり、その傷の痛みに思いをはせるなど、感傷的な面も持つ。
大東学園（だいとうがくえん）にはポケバイで通学している。
一度はデスクロスに殺されてしまうが、これにプライドを傷つけられ憤慨したゴルゴス将軍によって蘇生された。
轟大地（とどろき だいち）
正義の父。轟研究所を構え、タイムマシンを製造・運用している。
研究所には、科学者やメカニックマンなどのスタッフが存在している。
ゴルゴス将軍（正確にはゴルゴス博士）とは旧知の仲。
秋吉カオル
正義とおなじ学園に通う女生徒。新聞部員。
轟信吾（とどろき しんご）
正義の弟。年齢不明。おばあちゃんと共に、研究所の問題児。
おばあちゃん
氏名不詳。正義の祖母にして大地の母。信吾と同じく問題児扱いされている。
番長
氏名不詳。大東学園の番長で、正義とはケンカのライバル。
後にトリケラドブスのパイロットとなるが、そのトリケラドブスに振り回される。

#### サイボーグ恐竜
マシンザウラー
約1億年前の時代（白亜紀）で捕獲した恐竜をサイボーグ化したもの。「意志はほとんど持っていない」とされる。
ティラノサウルスに似ているが、手の指が3本ある。
頭部、肩、腰部にミサイルを装備。口から火炎を吐き、かみつき、手の爪なども武器（戦法）として使用。
オプション武器として、ザウラーキャノン、ジャイアントスピンが存在。
プテラノドン
正式名称不明（プラモデル商品名は「プテラス」）。翼竜のサイボーグ。ザウラーが飛行するためのユニット（合体して使用）。意志の有無は不明。
轟博士の発言によれば、宇宙での使用及び大気圏離脱も視野に入っている。
一見して、頭部（胸部から上）と、足がメカニックに置き換えられている。合体時は、首から上が左右に分かれザウラーの肩に着く。足は、物をつかむことが可能（初登場時、止まり木状の物をつかみ、逆さまにぶら下がっていた）。
外見上は翼の改造箇所は見えないが、実在の翼竜と違いコウモリのようになっている（コウモリは複数の指が膜状の翼を支えているが、翼竜は一本だけで支えている）。
- プテラノドンという名称は、登場人物が初見時に叫んだもの。

トリケラドブス
トリケラトプスのサイボーグ（トリケラドブス）。プラモデルの商品名は「トリプス」。
番長が搭乗するが、意思を持っているため勝手に動き、番長の思う通りには動かない。
ギャグ担当だが、ザウラーのピンチを救ったこともある。

### 惑星ゴルゴス
ゴルゴス将軍
元地球人。「将軍ゴルゴス」とも称する。日本の戦国武将のような甲冑に身を包んでいる。地球征服を目論み、恐魔龍を送り込む。
まだ研究者だった10年前、太陽系に漂着した惑星ゴルゴスをいち早く発見した。恐竜の星であるゴルゴスを有効利用しようとするが、周囲の理解を得られず孤立する。単身、惑星ゴルゴスへ向かうが隕石事故により死亡。しかし、デスクロスによって蘇生されゴルゴス将軍となる。
デスクロスに正義を殺されたことにプライドを傷つけられ、正義を蘇生した上でマシンザウラーに決闘を挑む。敗北し、轟博士が救いの手を伸べたが、デスクロスにより処刑される。
- 決闘時は、ザウラーとほぼ同じ大きさで登場。しかし、ゴルゴス博士の蘇生シーンや、デスクロス初登場回でのデスクロスとゴルゴス将軍の対比をみると、通常は地球人と同じ大きさのようである（デスクロスは、ザウラーとほぼ同じ大きさ）。なお、処刑シーンでは、デスクロスともほぼ同じ大きさで描かれている。

ノア博士
白衣を着た人物。脳が肥大化している。地球人かどうかなど、ほとんどの事が不明。
デスクロス
惑星ゴルゴスの支配者。ヒーローのようなデザインの、鳥型にチェンジ可能な巨人タイプの宇宙人（もしくは巨大サイボーグ、あるいは巨大ロボット）。
マントを着用した姿（「デスクロスの罠」まで）と、翼のある天使のような姿（「ぬすまれたオオトカゲ」以降）の2タイプがある。
- 初登場回では「巨大宇宙人」という印象であったが（継ぎ目などのメカニックな部分が見えない）、再登場（「ゴルゴスの最期」）以降はサイボーグやロボットのような姿になっている。なお、石川賢がデスクロスを担当したのは、初登場回（「ゴルゴスの野望」）のみ。

「ぬすまれたオオトケゲ」では人間に変装していた（名刺には「出須久」と書かれており、「ですく」とルビが振られていた。フルネームは不明）。
恐魔龍
惑星ゴルゴスに棲む生物。巨大なものが存在している。ゴルゴス将軍に指揮され、地球を襲う。
恐竜に似ている部分もあるが別の系統の生物であり、様々な特殊能力を持っている。中には人間に変身可能なものもいる（「正義を守れ」）。
- 例えば、三本首の個体も存在している。その他、大気圏突入能力を有するものも存在する。

グルル、ドドス、ゲララなど、カタカナ3文字の名前が多く、名称不明なものも存在（最初に登場した個体など）。
恐魔龍兵士
名称不明。会話能力があり、恐魔要塞ガルガンに複数が搭乗していた。
恐魔要塞ガルガン
ゴルゴスは「要塞」、轟博士は「ようさい基地」と称する。ゴルゴス将軍らが搭乗し、恐魔龍を搭載している母艦。大気圏突入・離脱が可能。
デスクロス登場後は出番がなくなる（デスクロスやゴルゴス将軍も、単体で大気圏突入を行っている模様）。

## サブタイトル
第1部は石川賢、第2部は桜多吾作が担当。
第1部
第1章「マシンザウラー誕生」
第2章「恐魔軍団の侵略」
第3章「ゴルゴスの野望」
第2部
第1章「正義を守れ」
第2章「ゴルゴスの最後」
第3章「デスクロスの罠」
第4章「ぬすまれたオオトカゲ」
第5章「トリケラドブス出動」
第6章「最後の決戦」

## 備考
タイムマシンに関しては、ザウラーの素体を捕獲した時のみ、稼動が確認されている（プテラノドン、トリケラトプスの捕獲シーンはない）。タイムパラドックスに関しては、作中では触れられていない。
CM用にマシンザウラーと銀河帝王デスクロスの着ぐるみも作られた。TV用CMは少なくとも「ザウラーのみ登場」「ザウラーと敵との格闘」の二種類がある（それ以外は不明）。関東（東京都内）では店頭での商品宣伝・客寄せイベントにも使用されている。
『戦え!超ロボット生命体 トランスフォーマーV』に登場する恐竜戦隊の一人・ゴウリュウのシェル（サイボーグ恐竜からロボットが登場する）はマシンザウラーがモチーフである。

## 商品展開

### 玩具
タカラより、『きょうりゅうサイボーグ マシンザウラー』シリーズとしてマグネモの後継玩具としてマグネボーグの名で商品化された。敵キャラクターであるデスクロスも商品化されている。劇中で手足が取れる（チェンジ可能）なのはデスクロスだけだが、商品ではマシンザウラーも手足が交換可能。
マグネボーグ・マシンザウラーは、後に『ダイアクロン』の改造怪獣マシンドラゴン（ワルダー軍団）として流用された。
後に、2000年にユージン『SRシリーズ 懐ロボミュージアム ダイナミックプロ パート4』でカプセルトイフィギュア、2007年にはマーミット『怪獣天国EX』でソフビフィギュア化されている。
- マグネボーグ マシンザウラー
- ミニチェンジ マシンザウラー（但しマグネモ商品ではない）
- マグネボーグ 銀河帝王デスクロス
- マグネボーグ 銀河帝王ミニデスクロス[2]

### イメージソング
池田鴻の歌う「きょうりゅうサイボーグ マシンザウラー」、「おれのマシンザウラー」が製作された（発売元はキングレコード）。池田は、他のダイナミック企画作品の主題歌（『バトルホーク』、『グロイザーX』）や、同じくカバーバージョン（『グレートマジンガー』、『ゲッターロボ』、『UFOロボ グレンダイザー』）も歌っている。